# 思い出せる恋をしよう
「思い出せる恋をしよう」（おもいだせるこいをしよう）は、日本の女性アイドルグループ・STU48の楽曲。2020年9月2日にSTU48の5作目のシングルとしてキングレコードから発売された。作詞は秋元康、作曲は木下めろんが担当した。楽曲のセンターポジションは1期生・ドラフト3期生歌唱ver.が瀧野由美子、2期研究生歌唱ver.が立仙百佳が務めた。

## 背景とリリース
前作「無謀な夢は覚めることがない」から約7か月ぶりのシングル。表題曲は2020年9月2日時点のSTU48全メンバーが参加し、岡田奈々・1期生・ドラフト3期生全員で歌唱するバージョンと2019年12月に加入した2期研究生が歌唱するバージョンの2パターンが収録される。歌唱メンバーが異なる2パターンの同一表題曲が収録されるシングルは、AKB48グループとして初めての試みである。
2期生全員が初選抜。榊美優、信濃宙花、谷口茉妃菜、兵頭葵、峯吉愛梨沙、森下舞羽は3rdシングル「大好きな人」以来2作ぶりの選抜復帰となった。前作の選抜メンバーのうち、2020年7月31日に卒業した新谷野々花以外は継続して選抜入りしている。
当初は2020年5月27日に発売が予定されていたが、新型コロナウイルスの影響により発売が延期となった。
表題曲は9月1日放送のNHK総合『うたコン』で初披露された。

## アートワーク
| 初回限定盤 Type-A 表 | 今村美月、岡田奈々、沖侑果、瀧野由美子、福田朱里、薮下楓     |
| 通常盤 Type-A 表     | 石田千穂、岩田陽菜、大谷満理奈、甲斐心愛、門脇実優菜、中村舞 |
| 初回限定盤 Type-B 表 | 内海里音、川又あん奈、田中美帆、原田清花、吉崎凜子、立仙百佳 |
| 通常盤 Type-B 表     | 清水紗良、鈴木彩夏、高雄さやか、田口玲佳、南有梨菜、吉田彩良 |
| 劇場盤               | 瀧野由美子、立仙百佳                                         |

## ミュージック・ビデオ
思い出せる恋をしよう
監督：森田亮、振付：辻本知彦
今作は、1期生・ドラフト3期生歌唱ver.と、2期研究生歌唱ver.それぞれMVを制作。1期生・ドラフト3期生歌唱ver.は「現在」、2期研究生歌唱ver.は「過去」を描き、CD未収録のMix ver.では「現在」の主人公が甘酸っぱい「過去」の青春を思い返すストーリーとなっている。

## シングル収録トラック

### Type A
| #         | タイトル                                               | 作詞      | 作曲       | 編曲           | 時間  |
| --------- | ------------------------------------------------------ | --------- | ---------- | -------------- | ----- |
| 1.        | 「思い出せる恋をしよう」(1期生・ドラフト3期生歌唱ver.) | 秋元康    | 木下めろん | 野中“まさ”雄一 | 4:38  |
| 2.        | 「思い出せる恋をしよう」(2期研究生歌唱ver.)            | 秋元康    | 木下めろん | 野中“まさ”雄一 | 4:37  |
| 3.        | 「青春各駅停車」(青い向日葵)                           | 秋元康    | 大河原昇   | 若田部誠       | 3:55  |
| 4.        | 「思い出せる恋をしよう（off vocal ver.）」             |           | 木下めろん | 野中“まさ”雄一 | 4:35  |
| 5.        | 「青春各駅停車（off vocal ver.）」                     |           | 大河原昇   | 若田部誠       | 3:54  |
| 合計時間: | 合計時間:                                              | 合計時間: | 合計時間:  | 合計時間:      | 21:39 |

| #  | タイトル                                                           | 作詞 | 作曲・編曲 | 監督   |
| -- | ------------------------------------------------------------------ | ---- | ---------- | ------ |
| 1. | 「思い出せる恋をしよう Music Video」(1期生・ドラフト3期生歌唱ver.) |      |            | 森田亮 |

### Type B
| #         | タイトル                                                         | 作詞      | 作曲       | 編曲           | 時間  |
| --------- | ---------------------------------------------------------------- | --------- | ---------- | -------------- | ----- |
| 1.        | 「思い出せる恋をしよう」(2期研究生歌唱ver.)                      | 秋元康    | 木下めろん | 野中“まさ”雄一 | 4:37  |
| 2.        | 「思い出せる恋をしよう」(1期生・ドラフト3期生歌唱ver.)           | 秋元康    | 木下めろん | 野中“まさ”雄一 | 4:37  |
| 3.        | 「あの日から僕は変わった」(瀧野由美子・田中皓子・中村舞・薮下楓) | 秋元康    | 庄田ゲゲゲ | 庄田ゲゲゲ     | 4:03  |
| 4.        | 「思い出せる恋をしよう（off vocal ver.）」                       |           | 木下めろん | 野中“まさ”雄一 | 4:35  |
| 5.        | 「あの日から僕は変わった（off vocal ver.）」                     |           | 庄田ゲゲゲ | 庄田ゲゲゲ     | 4:02  |
| 合計時間: | 合計時間:                                                        | 合計時間: | 合計時間:  | 合計時間:      | 21:54 |

| #  | タイトル                                                | 作詞 | 作曲・編曲 | 監督   |
| -- | ------------------------------------------------------- | ---- | ---------- | ------ |
| 1. | 「思い出せる恋をしよう Music Video」(2期研究生歌唱ver.) |      |            | 森田亮 |

### 劇場盤
| 全編曲: 野中“まさ”雄一。 |                                                        |           |            |       |
| #                        | タイトル                                               | 作詞      | 作曲       | 時間  |
| 1.                       | 「思い出せる恋をしよう」(1期生・ドラフト3期生歌唱ver.) | 秋元康    | 木下めろん | 4:38  |
| 2.                       | 「思い出せる恋をしよう」(2期研究生歌唱ver.)            | 秋元康    | 木下めろん | 4:37  |
| 3.                       | 「短日植物」(ふうちほ)                                 | 秋元康    | 渡辺和紀   | 4:24  |
| 4.                       | 「思い出せる恋をしよう（off vocal ver.）」             |           | 木下めろん | 4:35  |
| 5.                       | 「短日植物（off vocal ver.）」                         |           | 渡辺和紀   | 4:23  |
| 合計時間:                | 合計時間:                                              | 合計時間: | 合計時間:  | 22:37 |

## 歌唱メンバー
1期生・ドラフト3期生歌唱ver.
- 石田千穂
- 石田みなみ
- 今村美月
- 岩田陽菜
- 大谷満理奈
- 岡田奈々
- 沖侑果
- 甲斐心愛
- 門脇実優菜
- 榊美優
- 信濃宙花
- 瀧野由美子
- 田中皓子
- 谷口茉妃菜
- 中村舞
- 兵頭葵
- 福田朱里
- 峯吉愛梨沙
- 森下舞羽
- 矢野帆夏
- 薮下楓

2期研究生歌唱ver.
- 池田裕楽
- 今泉美利愛
- 内海里音
- 尾崎世里花
- 川又あん奈
- 川又優菜
- 工藤理子
- 小島愛子
- 迫姫華
- 清水紗良
- 鈴木彩夏
- 高雄さやか
- 田口玲佳
- 田中美帆
- 田村菜月
- 中廣弥生
- 原田清花
- 南有梨菜
- 宗雪里香
- 吉崎凜子
- 吉田彩良
- 立仙百佳
- 渡辺菜月